# Daniel Goyone

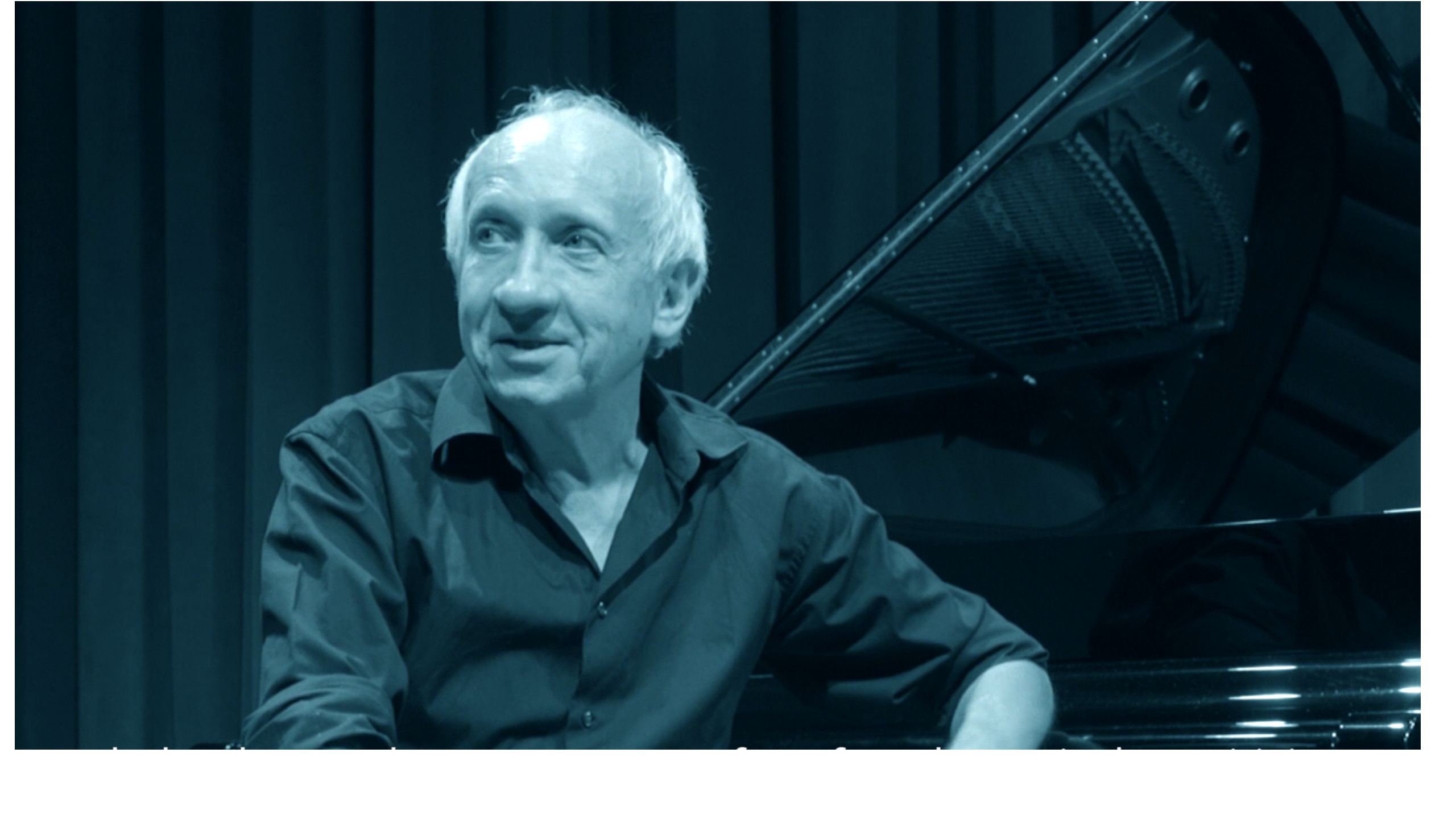
Daniel Goyone (2019)

Daniel Goyone (* 1953 in Grasse) ist ein französischer Jazz- und Fusionmusiker (Piano, Komposition).

## Leben und Wirken
Goyone erhielt ab dem siebten Lebensjahr Klavierunterricht; mit 14 Jahren begann er, zum Tanzorchestern aufspielen. Er entschied sich sehr früh für eine Karriere als Jazzpianist und etablierte sich 1975 in Paris, wo er mit André Ceccarelli, Jean-Pierre Alarcen, Bunny Brunel, später zudem mit François Mozer arbeitete, aber auch Georges Moustaki begleitete. Bald erweiterte er seine Perspektive und nahm die Musik unterschiedlicher Kulturen auf. Sehr lange war er in der Band von Trilok Gurtu beschäftigt, mit dem er die Alben Usfret, Living Magic, Crazy Saints, Believe einspielte. Zudem begleitete er David Linx, Jean-Luc Barbier oder Mônica Passos und ist auf Alben von Daniel Mille, François Du Bois, Michel Perez und Nicole Rieu zu hören.
Seit den frühen 1980er Jahren konzentriert sich seine Arbeit auf seine Tätigkeit als Komponist. Obwohl teilweise auf der Sprache des Jazz beruhend, versuchte er Erweiterungen, die über die übliche Praxis hinausgehen. Seit 1983 entstanden eigene Alben mit diesen Werken. 1987 ließ Antoine Hervé eine seiner Kompositionen durch das Orchestre National de Jazz interpretieren. Weiterhin arbeitete er mit Claude Nougaro, für den er zahlreiche Lieder schrieb, und mit Pierre Charial. Goyone verfasste mehrere Bücher, unter anderem eine praktische Anleitung zur Improvisation, eines der ersten Bücher zu diesem Thema, das in französischer Sprache veröffentlicht wurde.

## Diskographische Hinweise
- Daniel Goyone (Cream Records 1983, mit Tony Rabeson, Gilbert Dall’Anese, Pierre Mimran, Michel Govedri, Marc Bertaux, Carlos „Patato“ Valdes, Marta Contreras, Guillermo Fellove)
- Daniel Goyone 2 (Label Bleu/Harmonia Mundi 1986, mit Gilbert Dall’Anese, Richard Galliano, Marc Bertaux, Trilok Gurtu)
- Third Time (Label Bleu/Harmonia Mundi 1989, mit Richard Galliano, Marc Bertaux, Francis Lassus)
- Lueurs bleues (Label Bleu/Harmonia Mundi 1992, mit Jean-Marc Phillips, Daniel Beaussier, Richard Galliano, François Du Bois, Marc Bertaux, Trilok Gurtu)
- Il y a de l'orange dans le bleu (Label Bleu/Harmonia Mundi 1995, mit Louis Sclavis, Jean-Marc Phillips, Richard Galliano, François Du Bois, Marc Bertaux, Trilok Gurtu)
- Haute mer (Label Bleu/Harmonia Mundi 1999, mit David Linx, Ray Lema, Laurent Dehors, Chris Hayward, Daniel Mille, Idrissa Diop)
- Etranges manèges (CC/Harmonia Mundi 2004, mit Chris Hayward, Thierry Bonneaux)
- Goyone Blues (Hevhetia 2014, mit David Linx, Nguyên Lê, Ibrahim Maalouf, Thierry Bonneaux)